# Spodnja Voličina
Spodnja Voličina – wieś w Słowenii, w gminie Lenart. W 2018 roku liczyła 726 mieszkańców.